# Look Back in Anger (pel·lícula de 1959)
Look Back in Anger és una pel·lícula britànica de Tony Richardson, estrenada el 1958.

## Argument
Alison és incapaç de comunicar-se amb el seu marit Jimmy, 25, gerent d'un banc pel mercat local i, en el seu temps lliure, trompetista de jazz, la notícia del seu embaràs. Les diferències d'origen social i l'hostilitat de la família de la seva esposa per a la seva unió, fan que la relació entre els dos estigui esquitxada de malentesos, arravataments d'ira, fins i tot violència física. Viu amb ells el jove Jimmy Cliff, sempre serè i devot, confident de tots dos.
La situació esclata amb l'arribada d'Helena, una actriu de teatre amateur, que va ser convidada per Alison, que espera rebre ajuda i suport en la confrontació amb el seu marit. Però aquest, des del principi, manifesta una intolerància manifesta contra la intrusa, anant tan lluny com per posar en perill audicions al teatre de la dona. Indignada, Alison torna amb els seus pares, amb el seu secret a la falda.

## Repartiment
- Richard Burton: Jimmy Porter
- Claire Bloom: Helena Charles
- Mary Ure: Alison Porter
- Edith Evans: Mrs. Tanner
- Gary Raymond: Cliff Lewis
- Glen Byam Shaw: Coronel Redfern
- Phyllis Neilson-Terry: Mrs. Redfern
- Donald Pleasence: Hurst
- Jane Eccles: Miss Drury
- S.P. Kapoor: Kapoor

## Premis i nominacions

### Nominacions
- 1960: Globus d'Or al millor actor dramàtic per Richard Burton
- 1960: BAFTA a la millor pel·lícula
- 1960: BAFTA al millor actor per Richard Burton
- 1960: BAFTA al millor guió britànic per Nigel Kneale